# Ray Wise
Raymond Herbert „Ray” Wise (ur. 20 sierpnia 1947 w Akron) – amerykański aktor. Odtwórca roli Lelanda Palmera w serialu Davida Lyncha Miasteczko Twin Peaks (1990–1991, 2017) i prequela Twin Peaks: Ogniu krocz ze mną (1992). Wystąpił w roli prezydenta USA, który przeciwstawił się Związkowi Radzieckiemu, w bestsellerowej grze RTS Red Alert 2.

## Życiorys
Urodził się w Akron w stanie Ohio.
Jego matka, Valerie (z domu Romas), była pochodzenia rumuńskiego, podczas gdy jego ojciec, Herbert F.Wise, miał pochodzenie niemieckie. Wychował się jako rumuński baptysta. Kształcił się w Garfield High School, którą ukończył w 1965. Studiował na Kent State University w Kent w Ohio. Ukończył studia w 1969. Następnie przeniósł się do Nowego Jorku, gdzie rozpoczął karierę na scenie.
Po debiucie filmowym jako David Keller w dramacie Dare the Devil (1969), wcielił się w postać Jamiego Rollinsa w operze mydlanej Love of Life (1970–1976). W 1977 zadebiutował na Broadwayu jako Benvolio w tragedii Williama Shakespeare’a Romeo i Julia, a potem wystąpił w roli Damisa w komedii Moliera Świętoszek. Zagrał doktora Aleca Hollanda w horrorze Wesa Cravena Potwór z bagien (1982), na podstawie serii komiksów o tym samym tytule. Grywał też w produkcjach off-Broadwayowskich. W familijnym filmie przygodowym Podróż Natty Gann (1985) wystąpił w roli Sola Ganna, ojca Natty Gann. W horrorze Droga śmierci (2003) zagrał Franka Harringtona. Pojawił się też w serialu Star Trek: Następne pokolenie (1989) w odcinku „Who Watches the Watchers” jako Liko oraz Star Trek: Voyager (1998) w odcinku „Hope and Fear” w roli Arturisa.
W komedii kryminalnej Pościg (1994) zagrał milionera Daltona. W komediodramacie Bitwa pod Shaker Heights (2003) wcielił się w rolę ojca Barta Harrisona. Zasłynął jako Michael Dugan, prezydent Stanów Zjednoczonych w grze strategicznej RTS pt. Command & Conquer: Red Alert 2 (2000) oraz w dodatku Command & Conquer: Red Alert 2 – Yuri’s Revenge (2001). Największą sławę przyniosła mu rola Lelanda, ojca Laury Palmer w serialu Davida Lyncha Miasteczko Twin Peaks (1990–1991, 2017) i prequela Twin Peaks: Ogniu krocz ze mną (1992). Wystąpił gościnnie w serialu 24 godziny (2006) jako wiceprezydent Hal Gardner i sitcomie Jak poznałem waszą matkę (2010) jako ojciec Robin Scherbatsky.
28 grudnia 1974 ożenił się z Julie Burr. Para się rozwiodła. W 1978 poślubił Kass McClaskey, z którą ma dwójkę dzieci – syna Gannona (ur. 1985) i córkę Kanę (ur. 1987).

## Wybrana filmografia
- Ludzie-koty Paula Schradera (1982)
- RoboCop Paula Verhoevena (1987)
- Miasteczko Twin Peaks (serial TV Davida Lyncha, 1990)
- Twin Peaks: Ogniu krocz ze mną Davida Lyncha (1992)
- Pościg (1994)
- Strażnik Teksasu (1994) – jako burmistrz Garrett Clarson – odc. 24 – (Porwanie)
- Savannah (serial TV, 1996)
- Closing the Deal Arta Altouniana (2000)
- Gra dla dwojga Marka Browna (2001)
- Smakosz 2 (2001)
- Droga śmierci (2003)
- Good Night and Good Luck George’a Clooneya (2005)
- Podkomisarz Brenda Johnson (2005)
- Drapieżnik (2007)
- Agresja (2012)
- Suburban Gothic (2014)
- Smakosz 3 (2015/2016)